# Ria Ginster
Ria Ginster (* 15. April 1898 in Frankfurt am Main; † 11. Mai 1985 in Zürich) war eine deutsche Sängerin der Stimmlage Sopran und Gesangspädagogin.

## Leben
Ria Ginster war die Tochter des Pianisten und Chordirigenten Peter Ginster. Sie besuchte das Lyzeum und lernte in dieser Zeit zunächst Violine; im Alter von 13 Jahren trat sie öffentlich auf. Ab 1916 studierte sie Gesang am Hoch’schen Konservatorium in Frankfurt am Main und schloss mit einem Examen für Konzertreife ab. Nach weiteren Studien an der Berliner Musikhochschule bei Louis Bachner erlangte sie das Staatsexamen. Ab 1923 trat sie vor allem als Liedsängerin auf, auch Opernarien gehörten zu ihrem Repertoire. Sie gab Konzerte unter anderem in Deutschland, Österreich, Belgien, Holland, Frankreich, Finnland, Norwegen, Schweden, Italien und in der Schweiz. 1931 hatte sie eine Tournee in England und sang in der Royal Opera House unter Leitung von Thomas Beecham als Solistin im Messiah; nach weiteren Erfolgen in London, unter anderem auch in der Wigmore Hall, erhielt sei einen Schallplattenvertrag bei His Master’s Voice. Ab 1934 bereiste sie die Vereinigten Staaten und Kanada; 1935 trat sie in der Carnegie Hall in New York City auf und erhielt einen Schallplattenvertrag bei RCA-Victor. 1937 interpretierte sie bei den Salzburger Festspielen das Sopran-Solo in der 9. Sinfonie von Ludwig van Beethoven. 1936 und 1941 sang sie Uraufführungen von Liedern von Othmar Schoeck. Sie trat mit bekannten Dirigenten auf wie Wilhelm Furtwängler, Bruno Walter, Otto Klemperer, John Barbirolli und Herbert von Karajan.
Ria Ginster wurde 1938 als Professorin und Leiterin der Konzertausbildungsklasse an das Konservatorium Zürich berufen. Sie unterrichtete auch als Gastprofessor an der University of Southern California in Los Angeles, in Philadelphia und ab 1947 in New York. 1949 bis 1956 gab sie nach Berufung durch Bernhard Paumgartner Meisterkurse am Mozarteum. Die Konzertausbildungsklasse in Zürich leitete sie über 30 Jahre, zu ihren Schülern gehören Ursula Buckel, Sylvia Gähwiller, Kurt Widmer und Hilde Zadek.